# René Lalique
René Jules Lalique (Ay,departamento de Marne, Francia, 6 de abril de 1860 - París, 1 de mayo de 1945) fue un maestro vidriero y joyero francés, conocido por sus creaciones de arte en vidrio, frascos de perfume, jarrones, joyas, candelabros, relojes y adornos para capós de automóviles; está enterrado en el Cementerio del Père-Lachaise.
Tuvo un gran reconocimiento por sus originales creaciones de joyas, botellas de perfume, vasos, candelabros, relojes, etc., dentro del estilo modernista (Art nouveau y Art déco). La fábrica que fundó funciona todavía (es muy popular por sus perfumes) y el apellido Lalique ha quedado asociado a la creatividad y la calidad, con diseños tanto fastuosos como discretos.
Gran admirador y coleccionista de la obra de Lalique fue Calouste Gulbenkian, empresario petrolífero de origen armenio pero radicado en Portugal, que creó el Museo Calouste Gulbenkian en Lisboa, donde se expone una buena muestra de la obra de René Lalique .

## La joyería modernista
A los 16 años comenzó su aprendizaje con el joyero parisino Louis Aucoq y después siguió los cursos del Sydenham Art College en Londres entre 1878 y 1880. A su regreso a Francia trabajó, entre otras, para las firmas Aucoq, Cartier y Boucheron.
Después de haber abierto un comercio en París, comenzó a concebir frascos de perfume en vidrio para François Coty, siendo así el primero en imaginar la comercialización de un producto tan emblemático del lujo y del refinamiento en un envoltorio igualmente delicado y espléndido. Pero también pensó producir estos bellos objetos en grandes series, haciendo su arte accesible a un número creciente de personas. Durante la Primera Guerra Mundial diseñó medallas a beneficio de las viudas y huérfanos, que se entregaban como obsequio a cambio de donativos. Estas piezas en grandes tirajes siguen circulando a precios asequibles.
En 1914, reconvirtió su fábrica de vidrio para producir material médico para hospitales y farmacias.
René Lalique no se contentaba con diseñar sus modelos, sino que construyó también una fábrica en Wingen-sur-Moder para producir en grandes cantidades, patentando varios novedosos procesos de fabricación del vidrio y varios efectos técnicos como el satinado Lalique o el vidrio opalescente.
La excelencia de sus creaciones y el gusto que aplicaba a sus obras, le valieron los encargos para la decoración interior de numerosos barcos, trenes como el Expreso de Oriente, iglesias como la de San Nicasio de Reims y numerosa orfebrería religiosa y civil.
René Lalique fue el primero en esculpir el vidrio para grandes obras monumentales, como las puertas del Hotel Alberto I de París o las fuentes de los Campos Elíseos.

## Obras

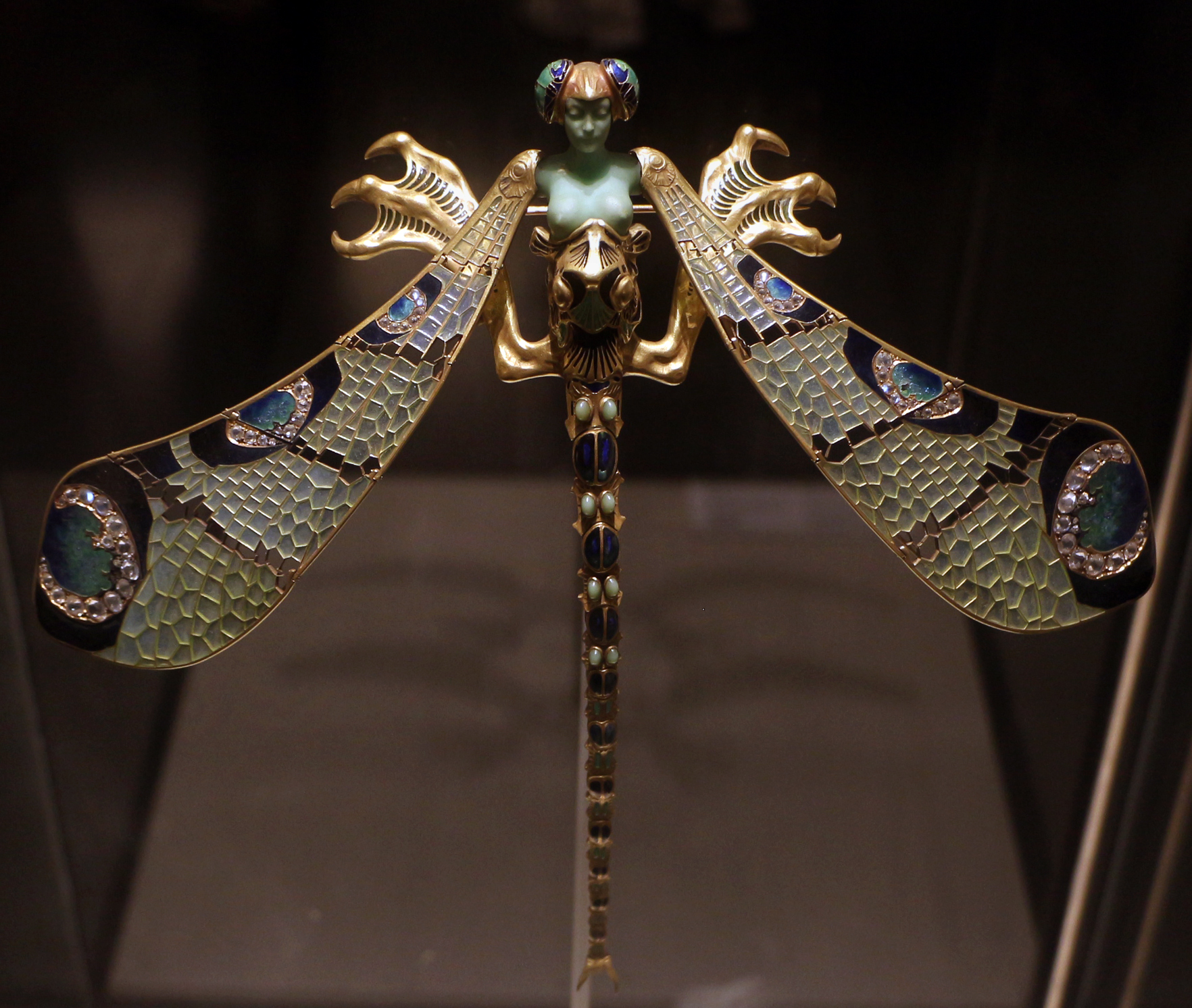
Libélula de René Lalique en el Museo Calouste Gulbenkian, Lisboa, Portugal
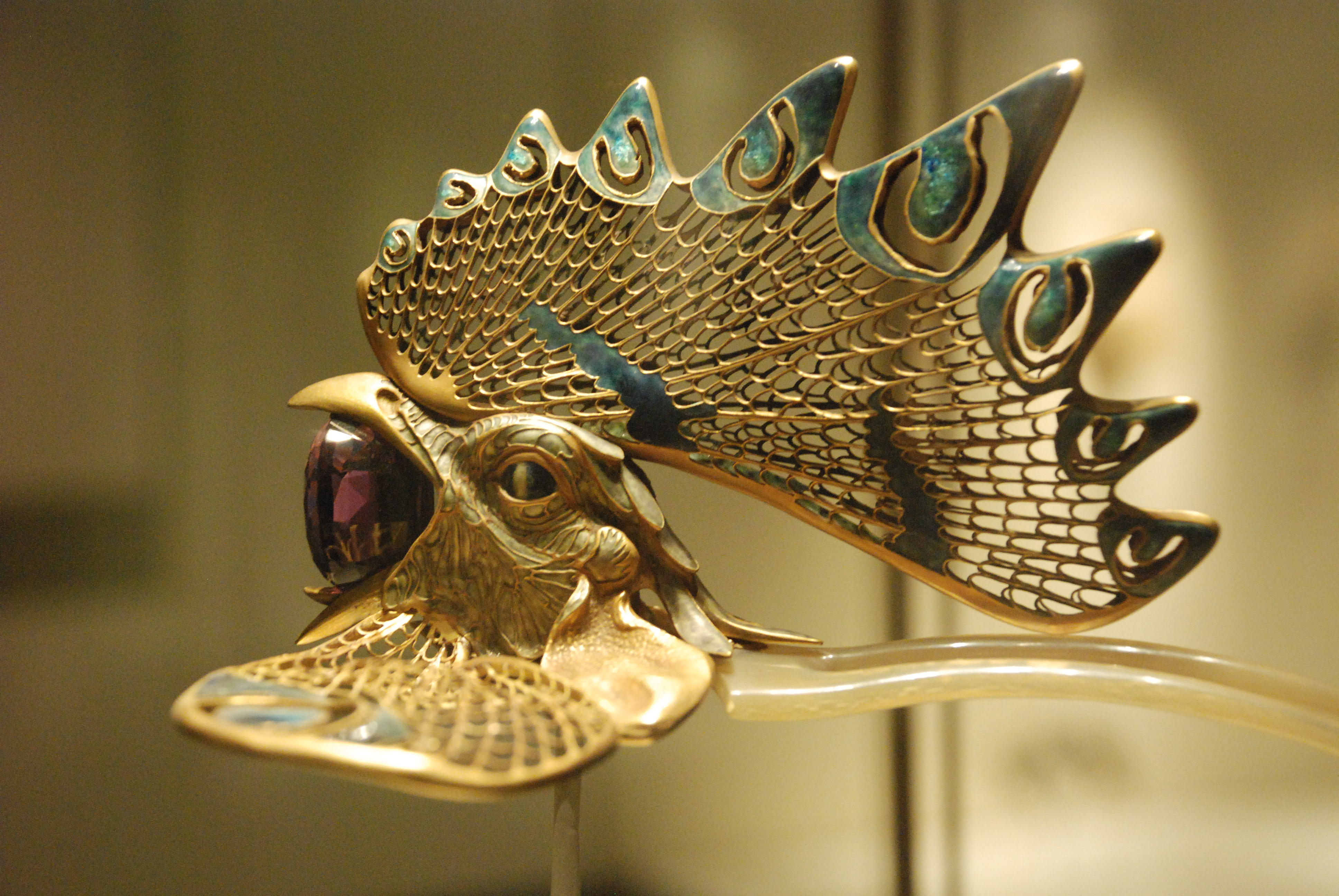
Tiara en el Museo Calouste Gulbenkian, Lisboa, Portugal
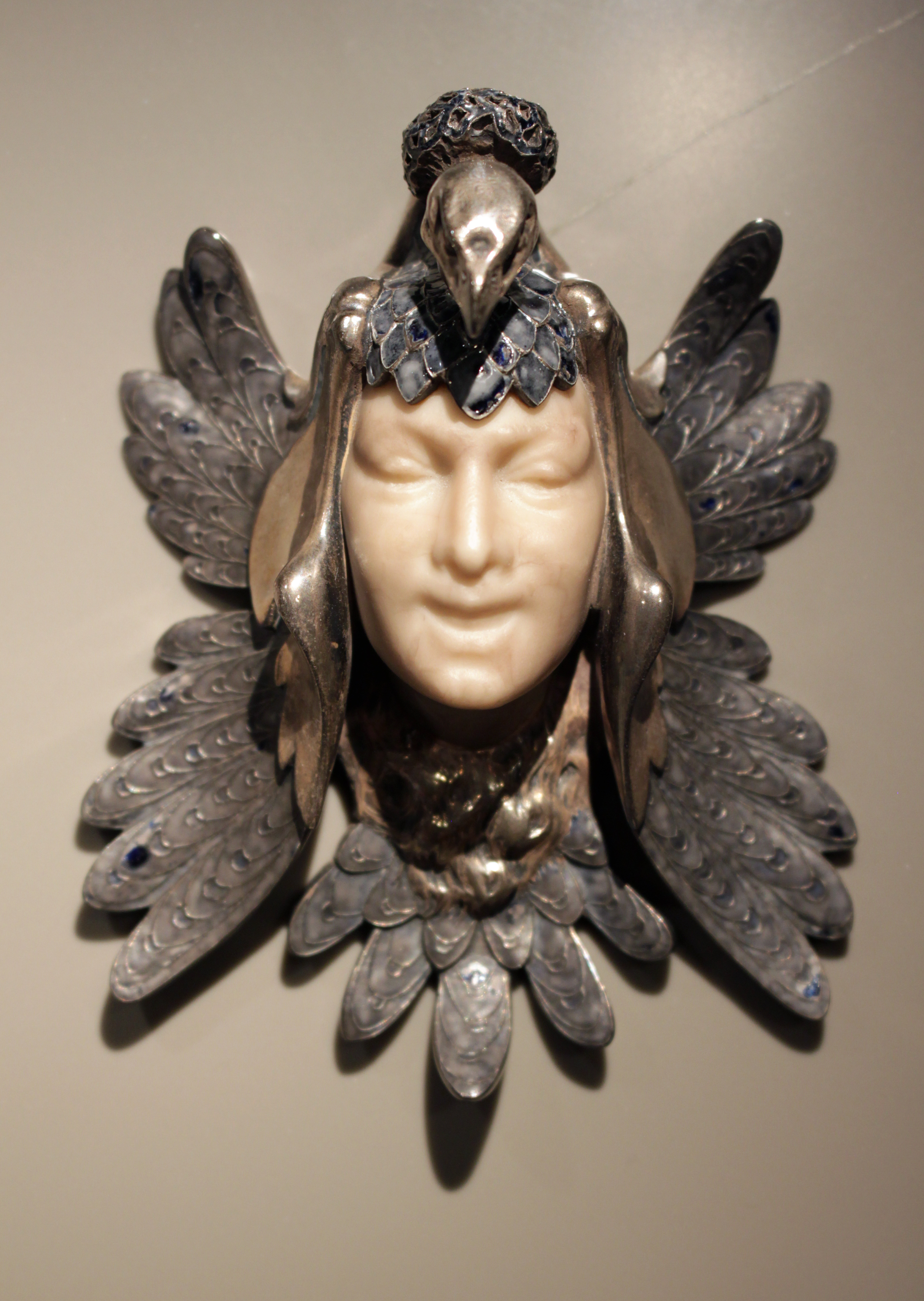
Adorno de pecho de René Lalique, 1898-1900. Kunstgewerbemuseum, Berlín, Alemania.
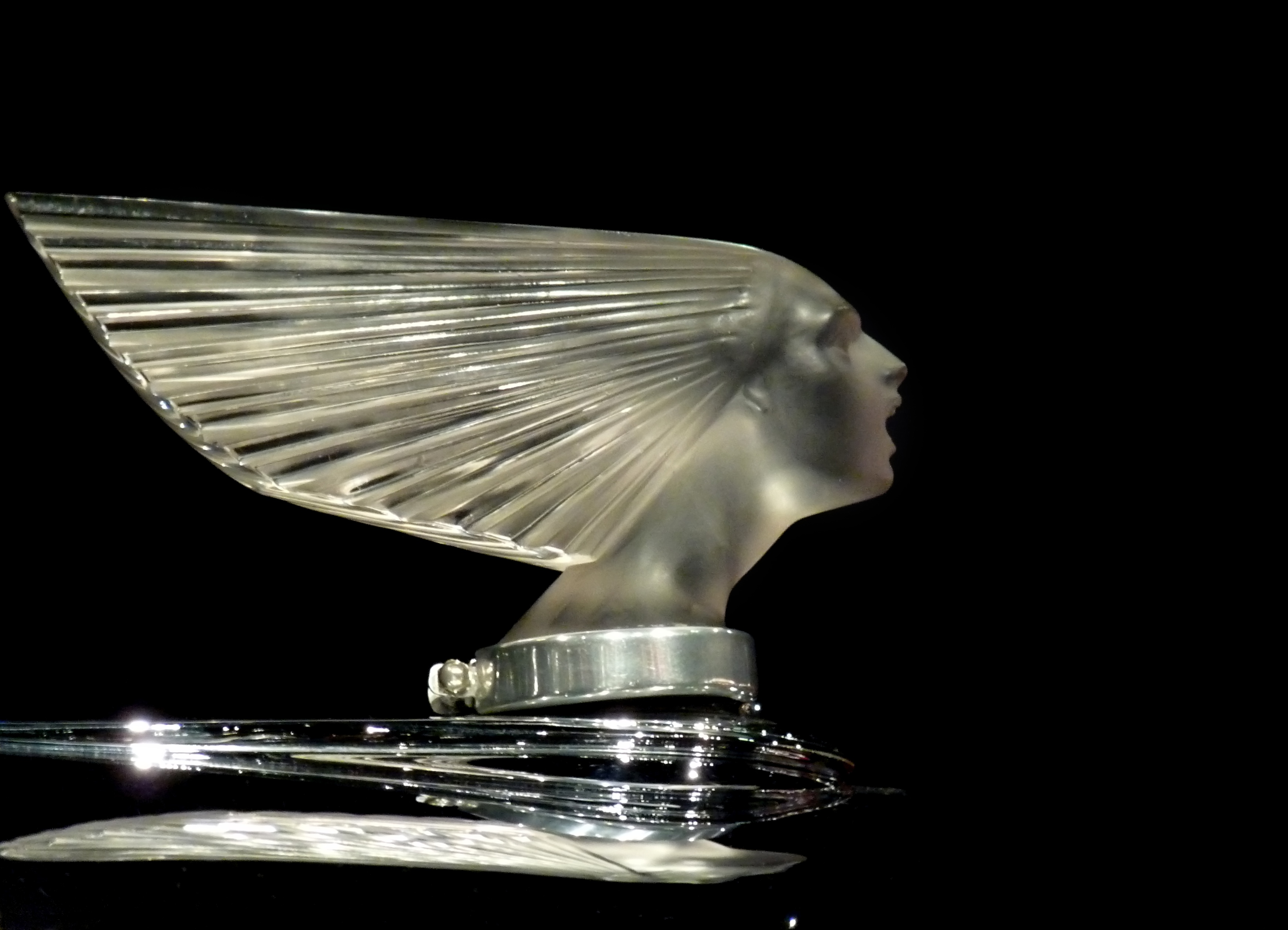
Spirit of the Wind
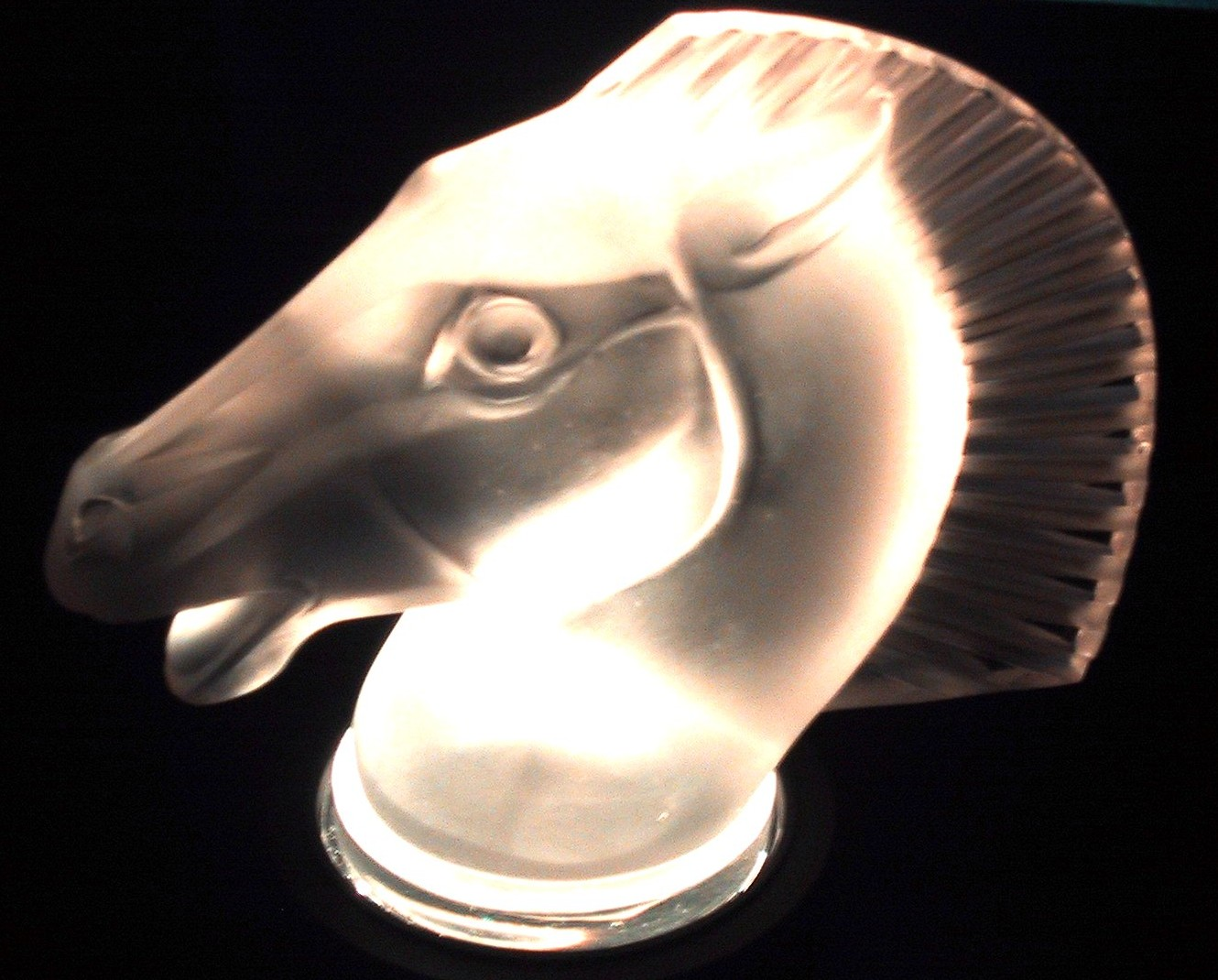
Horse
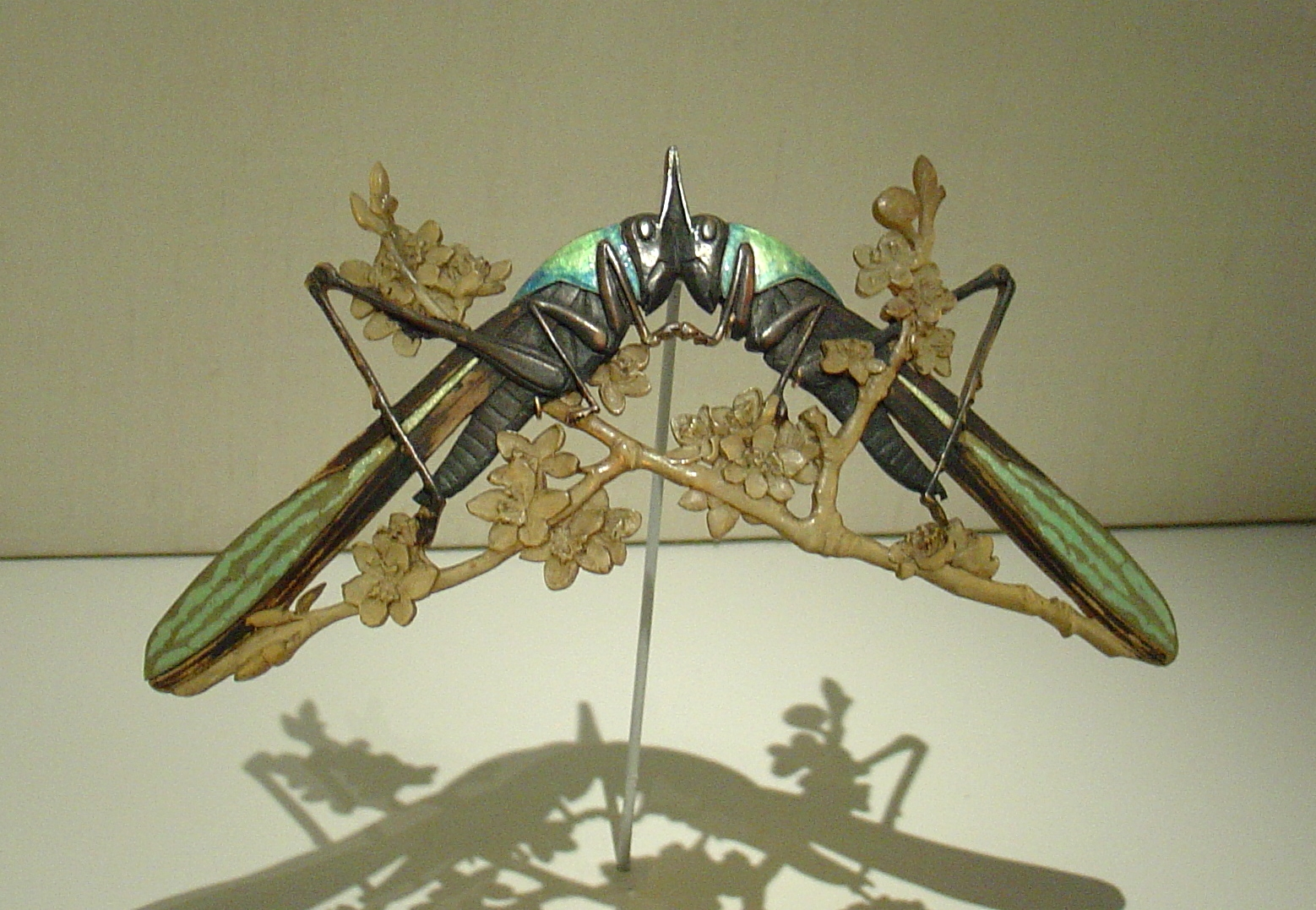
Cicadas en el Museo Calouste Gulbenkian, Lisboa, Portugal
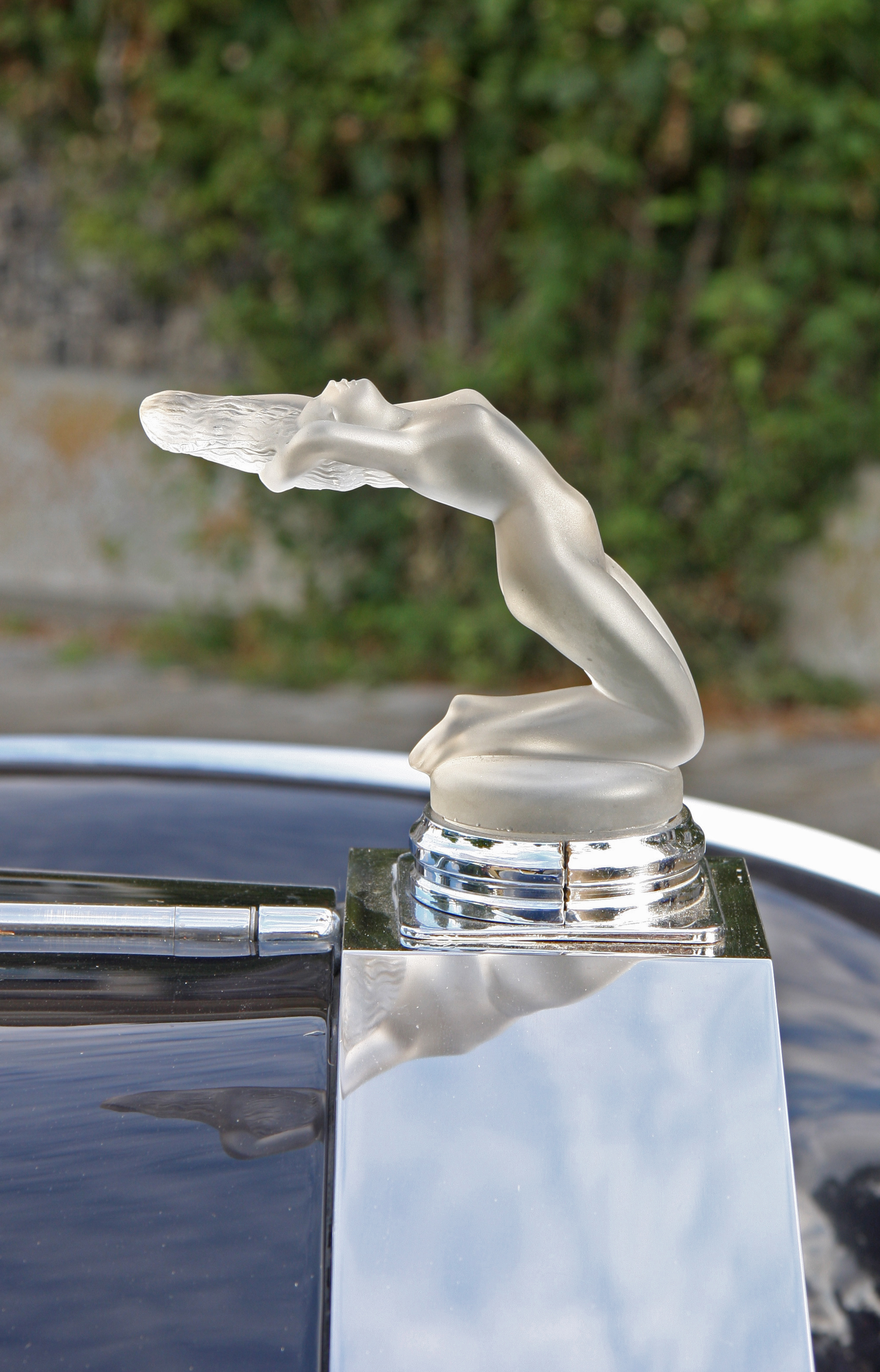
1956 Rolls-Royce Silver Wraith, glass model
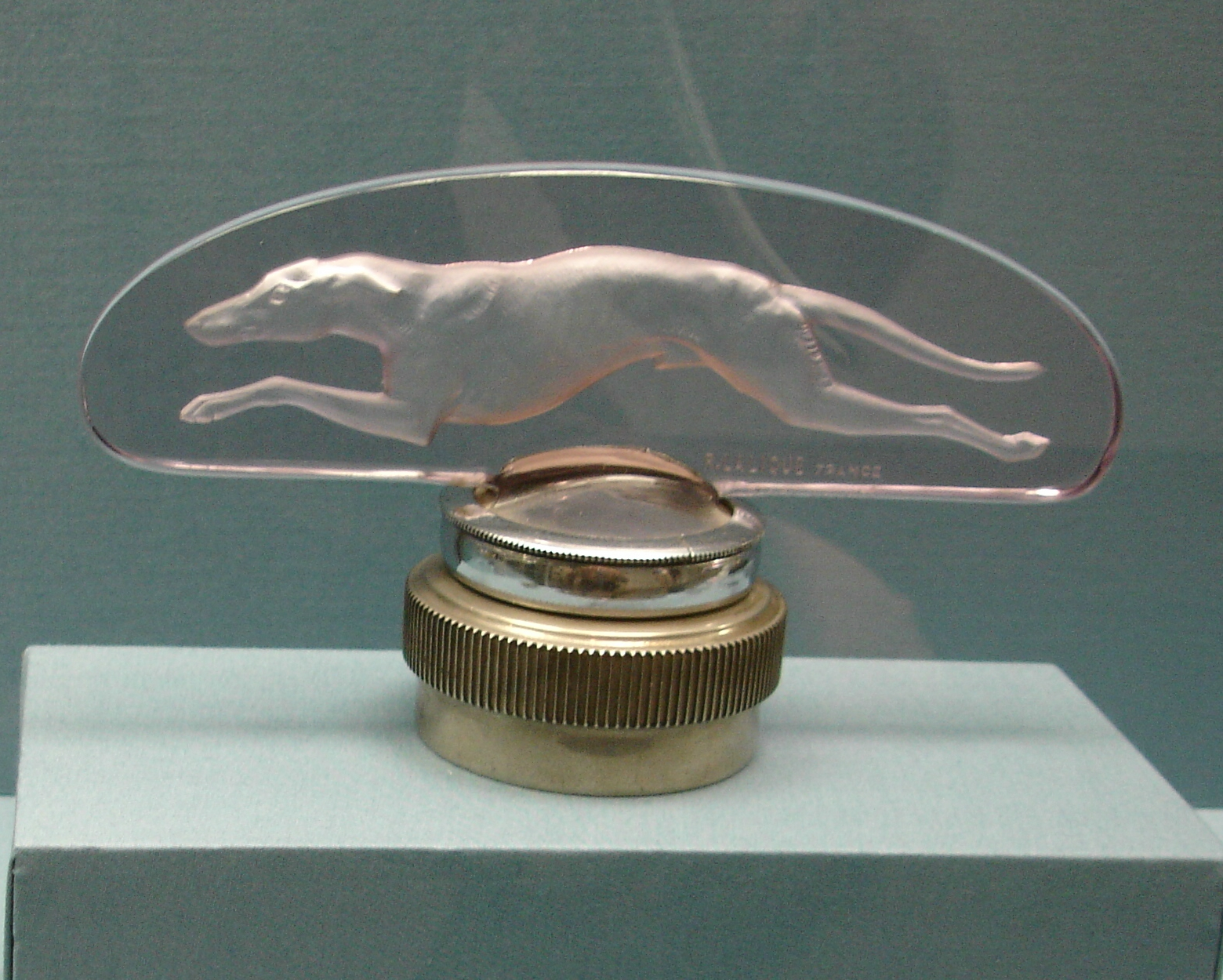
Lalique Hood ornament
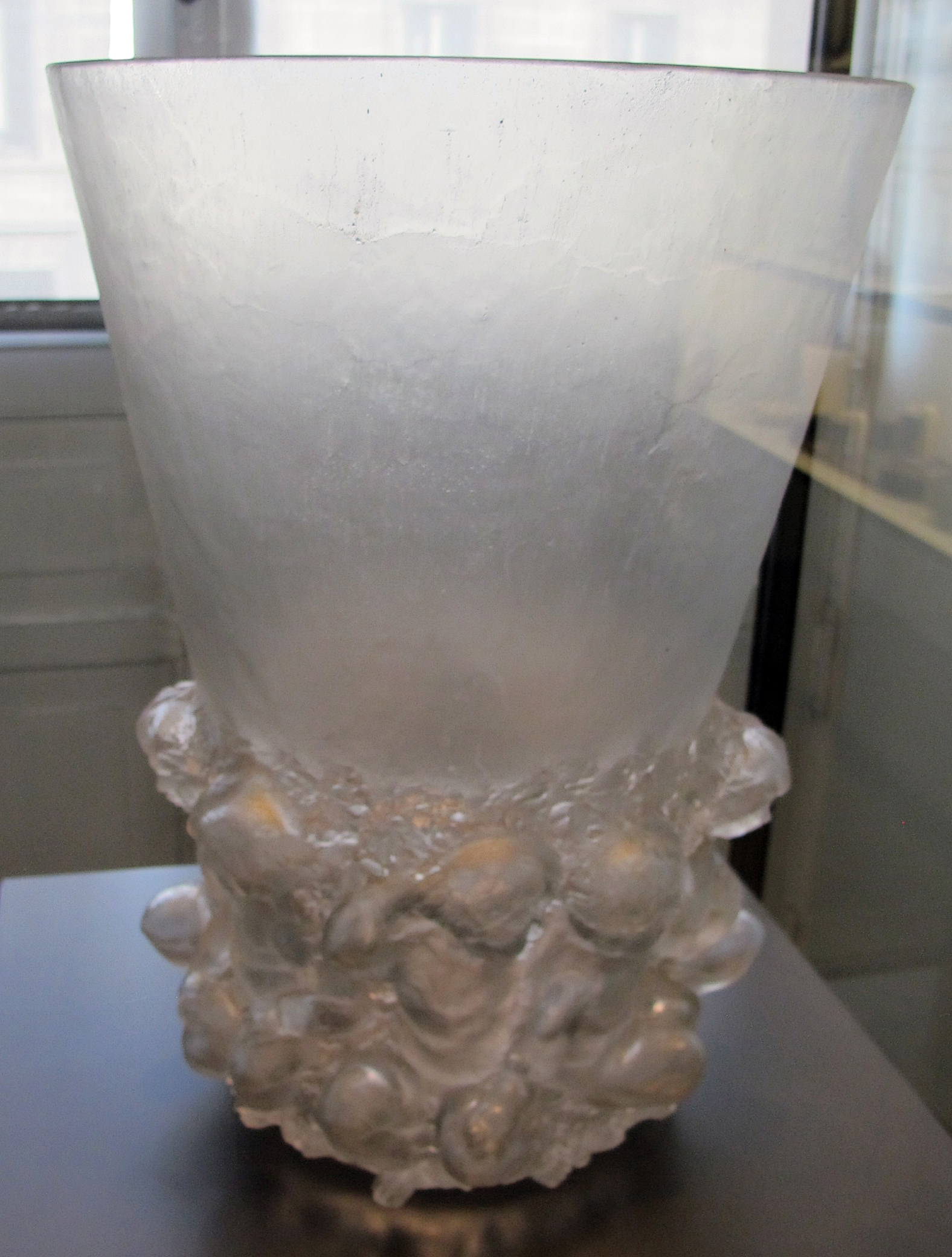
Glass vase
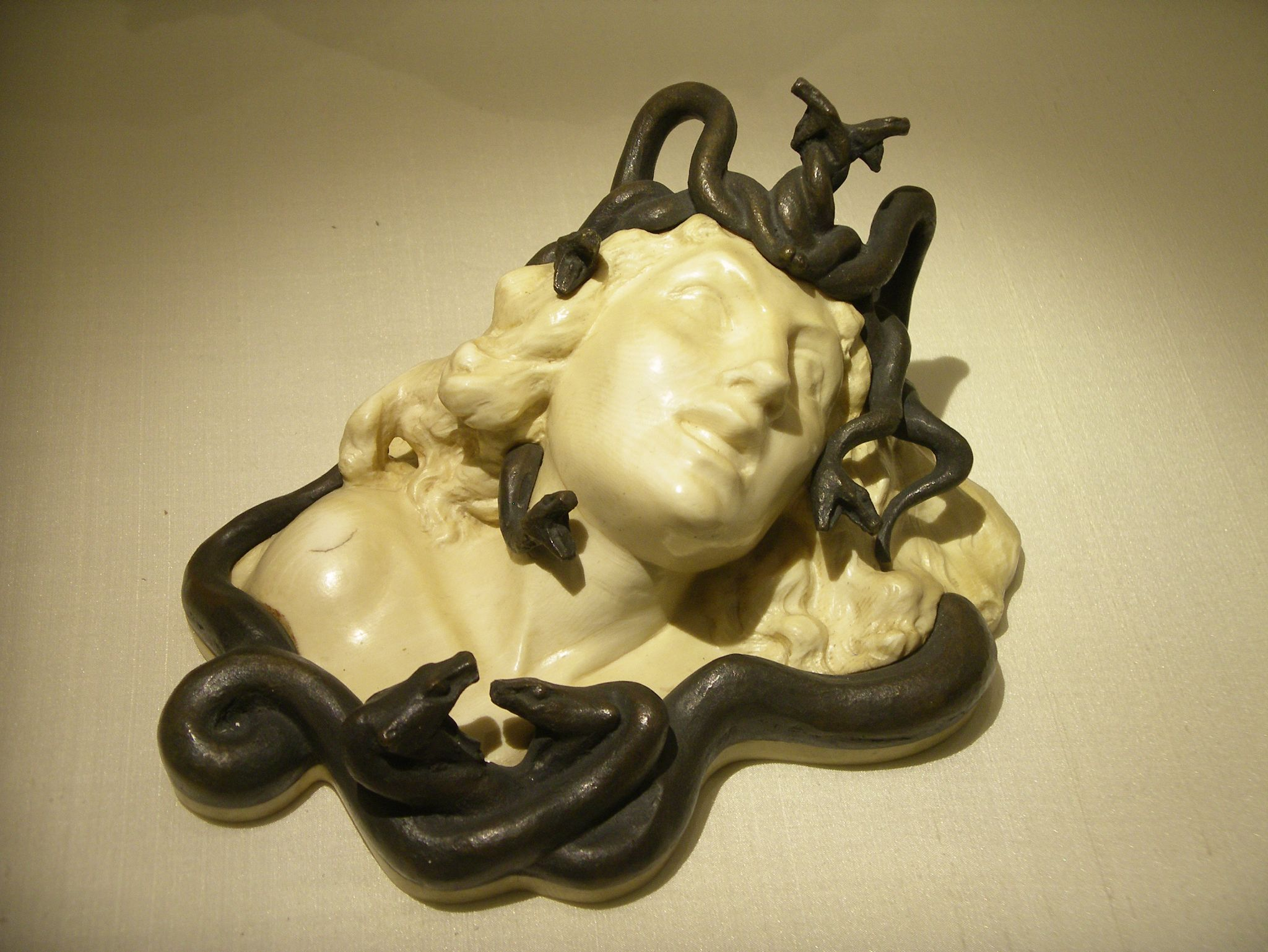
Medusa
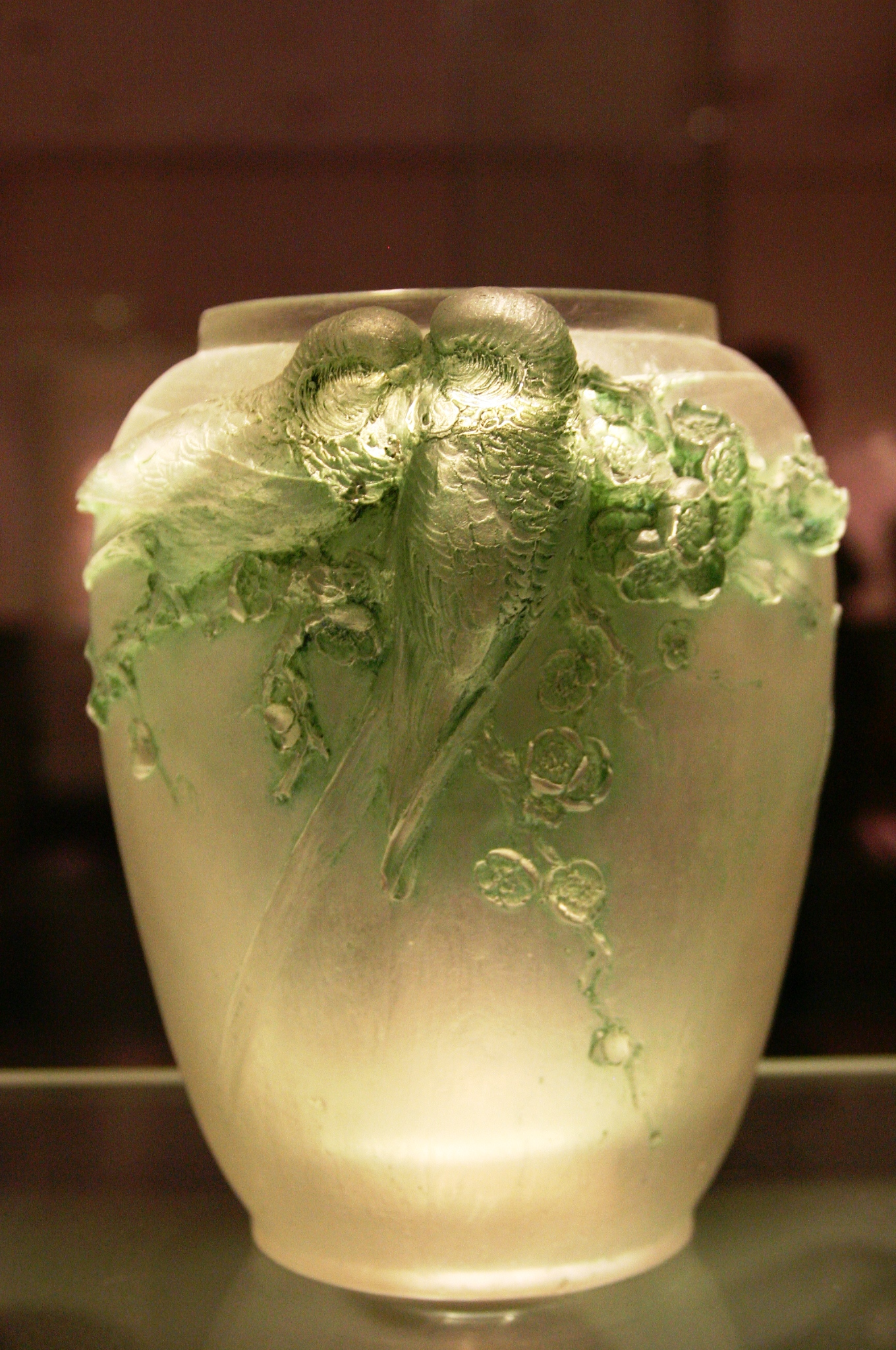
Glass vase en el Museo Calouste Gulbenkian, Lisboa, Portugal
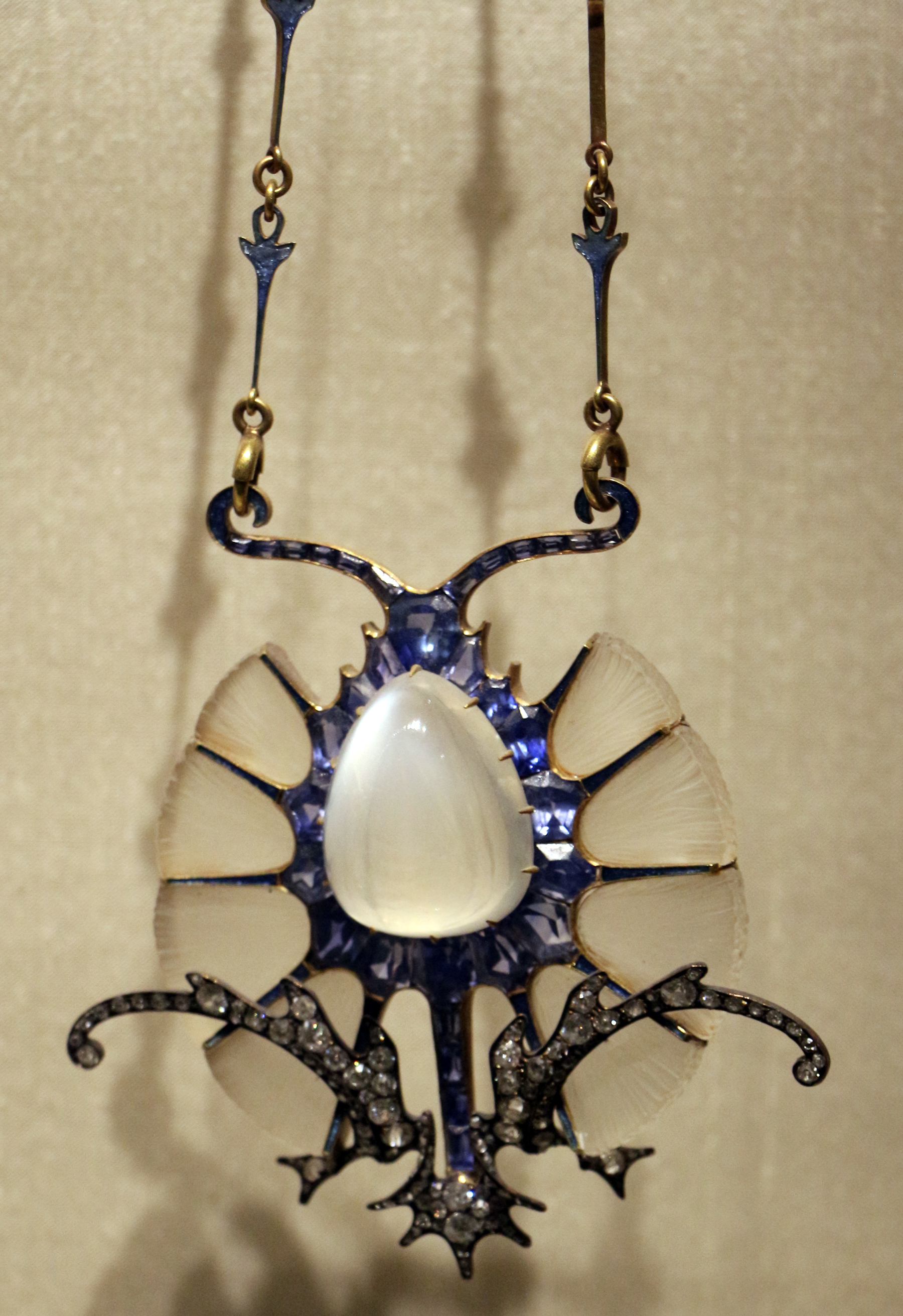
Pendant en el Museo Calouste Gulbenkian, Lisboa, Portugal
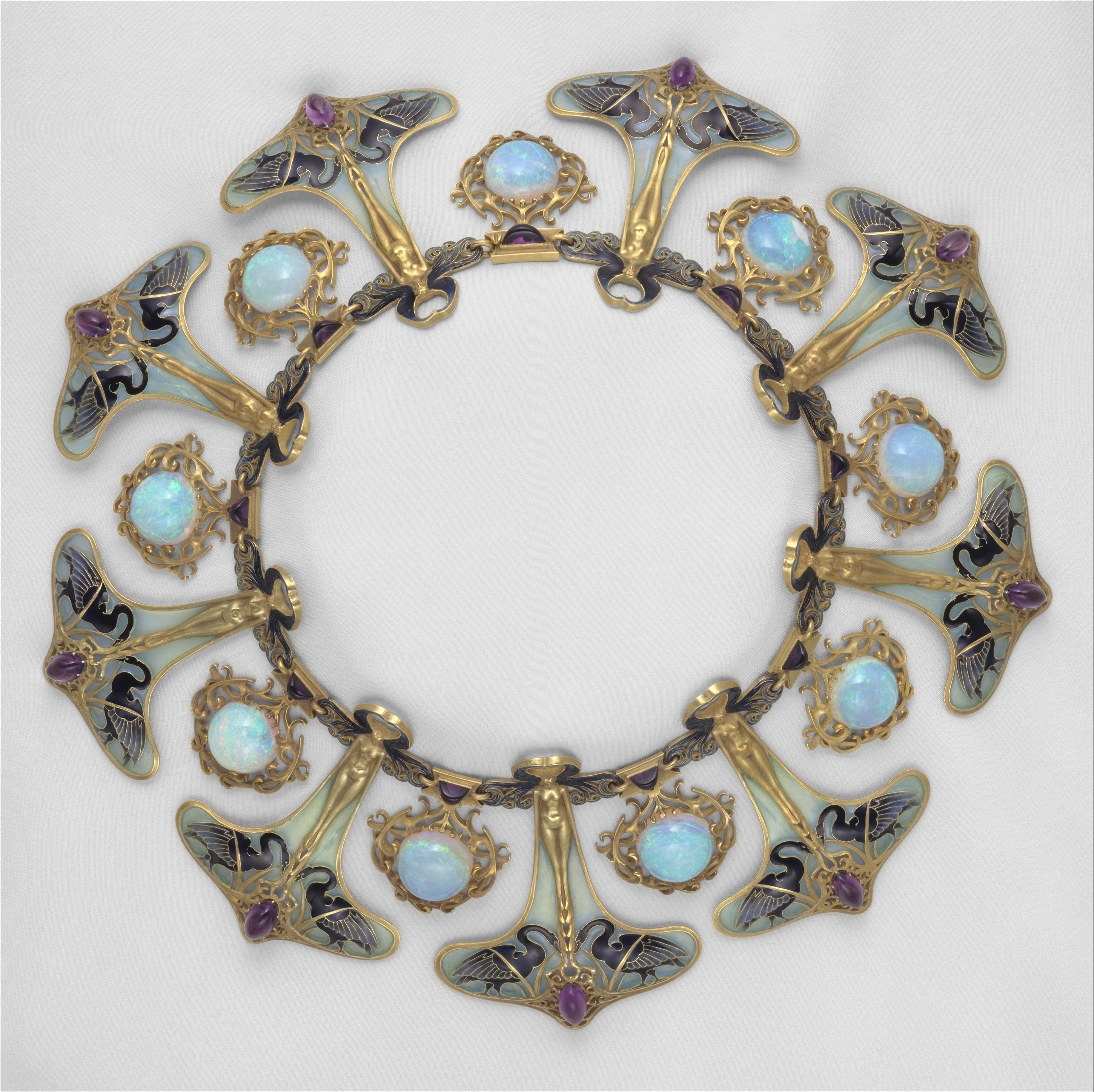
Necklace designed for Lalique's second wife, Alice Ledru, ca 1897–99, Metropolitan Museum of Art, New York
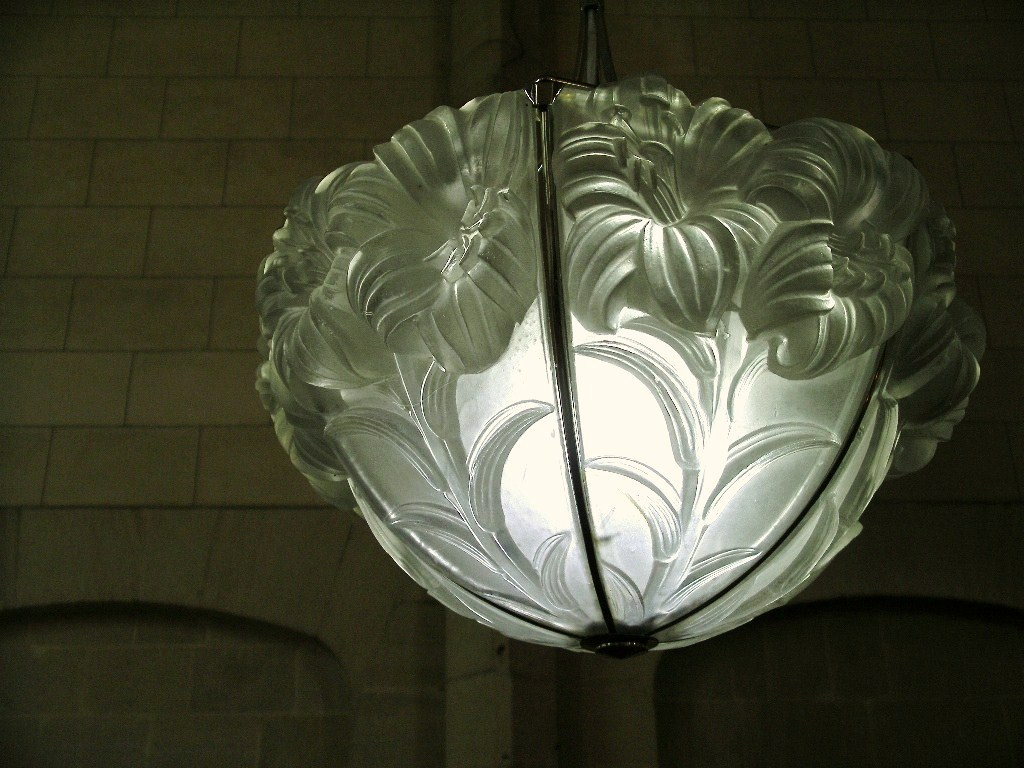
Lámpara de santuario realizada por René Lalique en la Capilla de la Virgen Fiel en Douvres-la-Délivrande en Calvados (Francia)
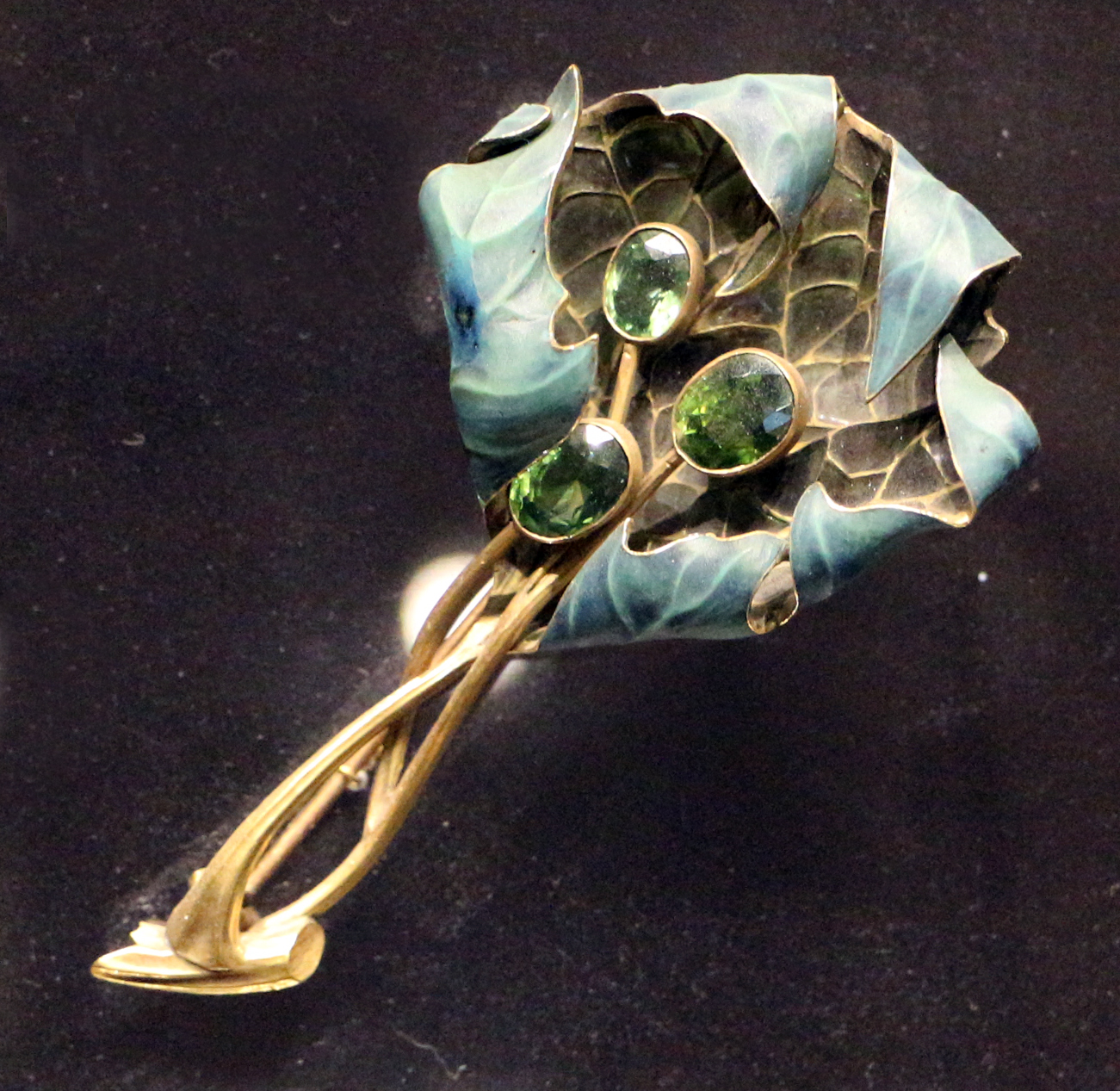
Broche «hoja muerta», oro, esmaltes y turmalinas. Decorative arts in the Musée d'Orsay
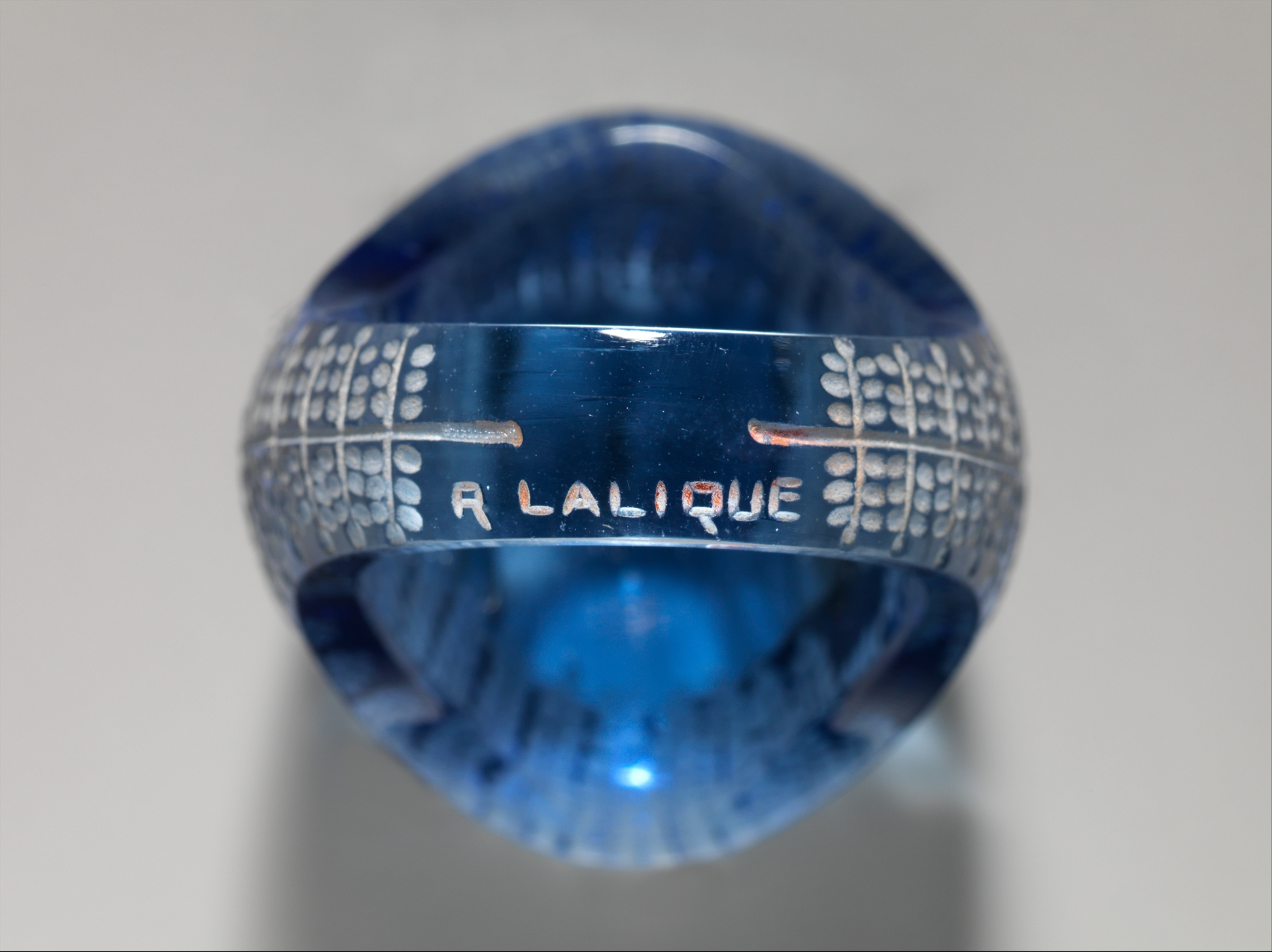
Anillo de vidrio, Modern and Contemporary Art
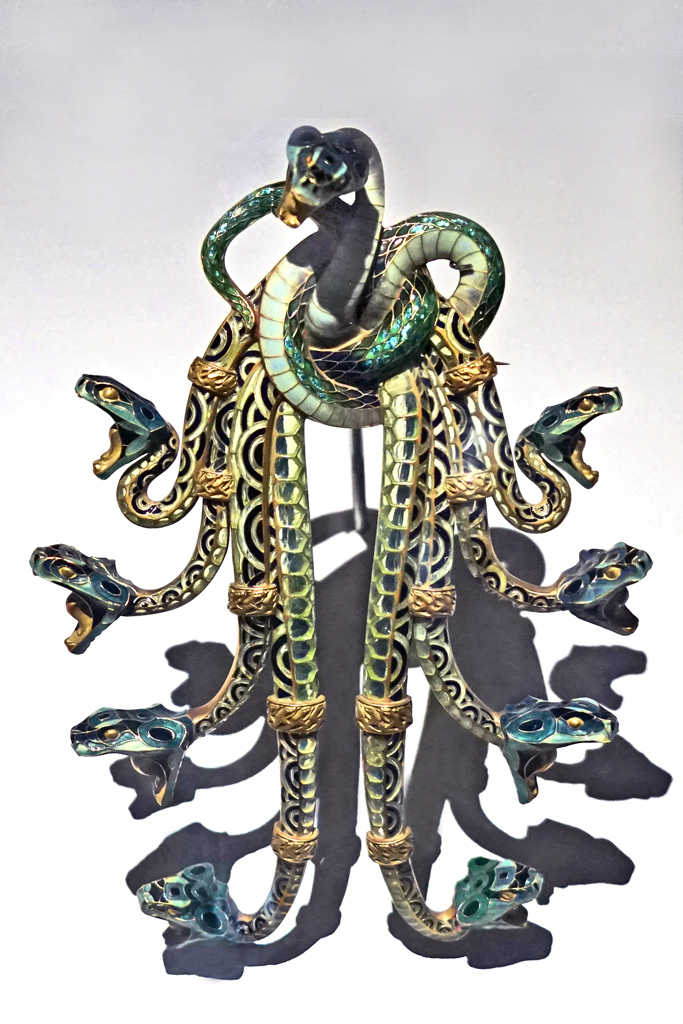
«Serpientes» de la exposición «Medusa», «Musée d'art moderne de la ville de Paris»

## Colecciones
- Lalique Museum, Doesburg
- Musée Lalique, Wingen-sur-Moder
- Fundación Calouste Gulbenkian, Lisboa[7]
- Rijksmuseum, Ámsterdam[8]
- Schmuckmuseum Pforzheim, Pforzheim
- Victoria and Albert Museum, Londres[9]